# Clayton Fettell
Clayton James Fettell né le 29 mai 1986 à Wollongong est un triathlète professionnel australien, multiple vainqueur sur triathlon Ironman 70.3.

## Palmarès en triathlon
Le tableau présente les résultats les plus significatifs (podium) obtenus sur le circuit international de triathlon depuis 2011,.
| Année | Compétition                 | Pays       | Position           | Temps           |
| ----- | --------------------------- | ---------- | ------------------ | --------------- |
| 2017  | Ironman Australie           | Australie  | Médaille de bronze | 8 h 30 min 3 s  |
| 2016  | Ironman Australie           | Australie  | Médaille de bronze | 8 h 23 min 21 s |
| 2013  | Ironman 70.3 Sunshine Coast | Australie  | Médaille d'argent  | 3 h 47 min 8 s  |
| 2012  | Ironman 70.3 Port Macquarie | Australie  | Médaille d'or      | 3 h 50 min 15 s |
| 2012  | Ironman 70.3 Kansas         | États-Unis | Médaille d'or      | 3 h 56 min 59 s |
| 2011  | Ironman 70.3 Port Macquarie | Australie  | Médaille d'or      | 3 h 53 min 29 s |
| 2011  | Ironman Western Australia   | Australie  | Médaille d'argent  | 8 h 19 min 2 s  |
| 2011  | Wildflower Triathlon        | États-Unis | Médaille d'argent  | Timing          |